# Klein Rönnau
Klein Rönnau ist eine Gemeinde im Kreis Segeberg in Schleswig-Holstein.

## Geographie
Klein Rönnau liegt nördlich von Bad Segeberg zwischen dem  Großen Segeberger See, dem Ihlsee und dem Klüthsee.
Durch die Gemeinde führt die Bundesstraße 432. Trotz des Namens hat Klein Rönnau deutlich mehr Einwohner als das westlich liegende Groß Rönnau, das aber flächenmäßig größer ist.

## Geschichte
Klein Rönnau ist seit alters her Standort von Mühlen. Als sehenswert gilt die seit 1342 erwähnte Wassermühle an der Rönne, die erst im Herbst 2001 renoviert wurde und jetzt als Wohnhaus und Raum für die Gemeinde genutzt wird. Auf Anfrage sowie am Deutschen Mühlentag findet eine Führung samt Demonstration des seit 2004 durch einen Elektromotor angetriebenen Mahlwerks statt. Am letzten Sonntag jedes Monats wird dort ein Gottesdienst abgehalten.

## Politik

### Gemeindevertretung
Bei der Kommunalwahl 2023 errang die CDU erneut alle 13 Sitze in der Gemeindevertretung. Die Wahlbeteiligung betrug 51,9 Prozent.

### Wappen
Blasonierung: „In Blau drei fächerförmig angeordnete, in der Stängelmitte gekreuzte goldene Weizenähren, beseitet rechts von der vorderen, links von der hinteren Hälfte eines silbernen Rades.“

### Partnergemeinden
- Pszczyna (Pleß), Polen
- Tököl, Ungarn
- St. Georges de Oleron, Frankreich

## Sehenswürdigkeiten
In der Liste der Kulturdenkmale in Klein Rönnau stehen die in der Denkmalliste des Landes Schleswig-Holstein eingetragenen Kulturdenkmale.

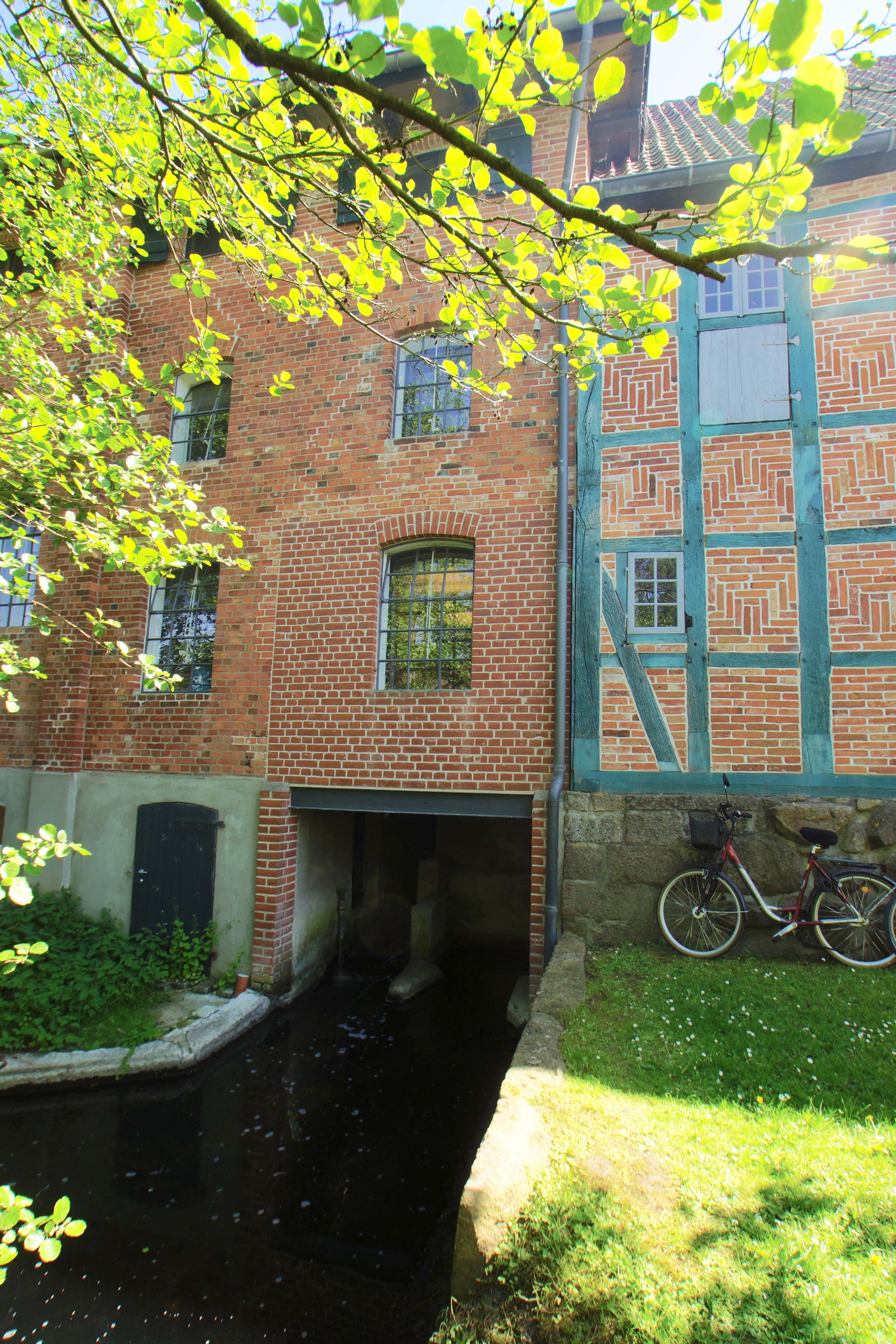
Die Rönne bei der Wassermühle Klein Rönnau

## Vereine
Der SC Rönnau 74 (Sportclub Rönnau von 1974) ist mit ca. 2000 Mitgliedern einer der größten Vereine im Kreis Segeberg.

## Persönlichkeiten
Ehrenbürgermeister ist Peter Kurt Würzbach.